# Dorothy Tutin
Dame Dorothy Tutin (Londra, 8 aprile 1930 – Midhurst, 6 agosto 2001) è stata un'attrice inglese, nota soprattutto come interprete teatrale, ma anche di cinema e televisione.

## Biografia
Dopo aver studiato alla Royal Academy of Dramatic Art, si unì alla compagnia dell'Old Vic di Bristol nel gennaio 1950 e a quella dell'Old Vic di Londra nel 1951. Dopo aver interpretato ruoli minori ne Le allegre comari di Windsor ed Enrico V, la Tutin debuttò nel West End nel 1952, quando John Gielgud la diresse in Molto rumore per nulla. Negli anni cinquanta ricoprì ruoli sempre maggiori a teatro, oltre a debuttare al cinema e in televisione.
Nel 1960 si unì alla Royal Shakespeare Company, con cui interpretò i grandi ruoli femminili del repertorio classico e moderno, tra cui Viola ne La dodicesima notte (1960), Giulietta in Romeo e Giulietta (1961), Desdemona in Otello (1963), Rosalind in Come vi piace (1967), Kate in Vecchi tempi (1971), Lady Macbeth in Macbeth (1976) e Cleopatra in Antonio e Cleopatra (1977). Le sue performance a Londra e Broadway la confermarono tra le interpreti teatrali più apprezzate negli anni 60 e 70: al suo debutto a Broadway nel 1960 fu candidata al Tony Award alla miglior attrice protagonista in un'opera teatrale, mentre nel 1976 e nel 1978 vinse il Laurence Olivier Award alla miglior attrice.
Dopo la candidatura al BAFTA per la sua prima apparizione cinematografica ne L'importanza di chiamarsi Ernesto (1952), continuò a recitare sul piccolo e grande schermo, comparendo in film come Il masnadiero (1953), Cromwell (1970) e Assassinio allo specchio (1985). Per il suo lavoro in televisione fu candidata altre due volte al premio BAFTA, nel 1971 per Le sei mogli di Enrico VIII e nel 1975 per South Riding. Nel 1989 recitò per la prima volta in un musical, A Little Night Music di Stephen Sondheim, in scena al Chichester Theatre Festival e poi al Piccadilly Theatre di Londra. Nel 1999 recitò per l'ultima volta a teatro, nel dramma Premio Pulitzer The Gin Game in scena al Savoy Theatre con Joss Ackland.

### Vita privata
Dorothy Tutin fu sposata con l'attore Derek Waring dal 1964 alla sua morte, avvenuta nel 2001 per una leucemia. La coppia ebbe due figli, Nicholas e Amanda, entrambi diventati attori.

## Filmografia

### Cinema
- L'importanza di chiamarsi Ernesto (The Importance of Being Earnest), regia di Anthony Asquith (1952)
- Il masnadiero (The Beggar's Opera), regia di Peter Brook (1953)
- Verso la città del terrore (A Tale of Two Cities), regia di Ralph Thomas (1958)
- Cromwell, regia di Ken Hughes (1970)
- Messia selvaggio (Savage Messiah), regia di Ken Russell (1972)
- Battuta di caccia (The Shooting Party), regia di Alan Bridges (1985)
- Great Moments in Aviation, regia di Beeban Kidron (1994)
- Indian Summer, regia di Nancy Meckler (1996)

### Televisione
- H.M. Tennent Globe Theatre – serie TV, episodi 1x03-1x07 (1956)
- ITV Television Playhouse – serie TV, episodio 3x16 (1957)
- Armchair Theatre – serie TV, episodio 3x53 (1959)
- BBC Sunday-Night Play – serie TV, episodio 1x03 (1960)
- ITV Play of the Week – serie TV, 4 episodi (1956-1960)
- The Cherry Orchard, regia di Michael Elliott – film TV (1962)
- Theatre 625 – serie TV, episodio 3x27 (1966)
- From Chekhov with Love, regia di Bill Turner – film TV (1968)
- The Jazz Age – serie TV, episodio 1x11 (1968)
- Le sei mogli di Enrico VIII (The Six Wives of Henry VIII) – miniserie TV, episodi 1x01-1x02 (1970)
- W. Somerset Maugham – serie TV, episodio 2x13 (1970)
- Aquarius - programma TV, 1 episodio (1971)
- Vienna 1900 – miniserie TV, episodio 1x01 (1973)
- South Riding – miniserie TV, 13 episodi (1974)
- Willow Cabins, regia di David Cunliffe – film TV (1975)
- Sister Dora – miniserie TV, episodio 1x01-1x02-1x03 (1977)
- ITV Playhouse – serie TV, episodi 1x23-9x14 (1968-1977)
- Ghosts, regia di David Cunliffe – film TV (1977)
- The Double Dealer, regia di Peter Wood – film TV (1980)
- Playhouse: The Combination, regia di Peter Hammond – film TV (1982)
- Play for Today – serie TV, episodio 12x14 (1982)
- La ronde, regia di Kenneth Ives – film TV (1982)
- Il brivido dell'imprevisto (Tales of the Unexpected) – serie TV, episodio 5x02 (1982)
- Landscape, regia di Kenneth Ives – film TV (1982)
- Number 10 – miniserie TV, episodio 1x05 (1983)
- Re Lear (King Lear), regia di Michael Elliott – film TV (1983)
- A Kind of Alaska, regia di Kenneth Ives – film TV (1984)
- Assassinio allo specchio (Murder with Mirrors), regia di Dick Lowry – film TV (1985)
- Theatre Night – serie TV, episodio 1x02 (1985)
- Robin Hood (Robin of Sherwood) – serie TV, episodio 3x06 (1986)
- Shades of Darkness – serie TV, episodio 2x01 (1986)
- Unnatural Causes – serie TV, episodio 1x07 (1986)
- Creature grandi e piccole (All Creatures Great and Small) – serie TV, episodio 6x08 (1989)
- The Yellow Wallpaper, regia di John Clive – film TV (1989)
- Metropolitan Police (The Bill) – serie TV, episodio 6x72 (1990)
- Ruth Rendell Mysteries – serie TV, episodi 5x01-5x02-5x03 (1991)
- Anglo Saxon Attitudes – miniserie TV, episodio 1x03 (1992)
- Party Time, regia di Harold Pinter – film TV (1992)
- Casualty – serie TV, episodio 7x15 (1992)
- Le avventure del giovane Indiana Jones (The Young Indiana Jones Chronicles) – serie TV, episodio 2x15 (1993)
- Heartbeat – serie TV, episodio 2x07 (1993)
- Dancing Queen, regia di Nick Hamm – film TV (1993)
- Body & Soul – miniserie TV, 6 episodi (1993)
- Rossella (Scarlett) – miniserie TV, episodio 1x04 (1994)
- The Great Kandinsky, regia di Terry Winsor – film TV (1995)
- Jake's Progress – miniserie TV, 8 episodi (1995)
- This Could Be the Last Time, regia di Gavin Millar – film TV (1998)

## Teatro
- Captain Carvallo, Bristol Old Vid di Bristol (1949)
- The Provok'd Wife, Bristol Old Vic di Bristol (1949)
- Giulio Cesare, Bristol Old Vic di Bristol (1949)
- The Admirable Crichton, Bristol Old Vic di Bristol (1949)
- Il Tartufo, Bristol Old Vic di Bristol (1949)
- Come vi piace, Bristol Old Vic di Bristol (1950)
- La fiera di San Bartolomeo, Old Vic di Londra (1950)
- The Wedding, Old Vic di Londra (1950)
- Enrico V, Old Vic di Londra (1950)
- Le allegre comari di Windsor, Old Vic di Londra (1950)
- La dodicesima notte, Old Vic di Londra (1950)
- Molto rumore per nulla, Phoenix Theatre di Londra (1952)
- The Living Room, Wyndham's Theatre di Londra (1953)
- The Lark, Lyric Theatre di Londra (1955)
- The Entertainer, Royal Court e Palace Theatre di Londra (1957)
- Romeo e Giulietta, Shakespeare Memorial Theatre di Stratford (1958)
- La dodicesima notte, Shakespeare Memorial Theatre di Stratford (1958)
- Amleto, Shakespeare Memorial Theatre di Stratford (1958)
- Once More with Feeling, New Theatre di Londra (1959)
- Il mercante di Venezia, Shakespeare Memorial Theatre di Stratford (1959)
- That Time of Year, Old Vic di Londra (1959)
- Troilo e Cressida, Shakespeare Memorial Theatre di Stratford (1960)
- I diavoli, Aldwych Theatre di Londra (1961)
- The Hollow Crown, Aldwych Theatre di Londra (1961)
- Otello, Shakespeare Memorial Theatre di Stratford (1961)
- Il giardino dei ciliegi, Shakespeare Memorial Theatre di Stratford (1961)
- L'opera del mendicante, Aldwych Theatre di Londra (1963)
- Portrait of a Queen, Bristol Old Vic di Bristol (1963)
- Portrait of a Queen, Henry Miller's Theatre di Broadway (1968)
- Ann Veronica, Cambridge Theatre di Londra (1969)
- Arden of Faversham, The Roundhouse di Londra (1970)
- Vecchi tempi, Aldwych Theatre di Londra (1971)
- What Every Woman Knows, Noel Coward Theatre di Londra (1973)
- Un mese in campagna, Albery Theatre di Londra (1974)
- Antonio e Cleopatra, Old Vic di Londra (1977)
- Il giardino dei ciliegi, Royal National Theatre di Londra (1978)
- Macbeth, National Theatre di Londra (1978)
- The Double Dealer, National Theatre di Londra (1978)
- Undiscovered Theatre, National Theatre di Londra (1979)
- Reflections, Haymarket Theatre di Londra (1980)
- The Provok'd Wife, National Theatre di Londra (1980)
- He & She, Bristol Old Vic di Bristol (1981)
- Other Places, Duchess Theatre di Londra (1984)
- Are You Sitting Comfortably, Palace Theatre di Watford (1985)
- The Browning Version, National Theatre di Londra (1987)
- Her Infinite Variety, Old Vic di Londra (1987)
- A Little Night Music, Piccadilly Theatre di Londra (1989)
- In Praise of Rattingan, Theatre Royal di Bath (1989)
- Enrico VIII, Minerva Theatre di Chichester (1991)
- Party Time, Almeida Theatre di Londra (1991)
- Getting Married, Theatre Royal di Bath (1992)
- After October, Greenwhich Theatre di Londra (1993)
- The Gin Game, Savoy Theatre di Londra (1999)